# Херцогство Бавария-Инголщат
Херцогство Бавария-Инголщат (на немски: Bayern-Ingolstadt, Oberbayern-Ingolstadt) е през 1392 – 1447 г. частично херцогство на Вителсбахите.
Образува се през 1392 г. чрез третото разделяне на Бавария между синовете на Стефан II на Херцогство Бавария-Инголщат, Херцогство Бавария-Ландсхут и Херцогство Бавария-Мюнхен, след като преди това заедно са управлявали 1375 – 1392. Столица е Инголщат на р. Дунав. До 1413 г. херцогството е управлявано от херцог Стефан III (1392 – 1413) и след неговата смърт от сина му Лудвиг VII (1413 – 1447). Лудвиг претърпява поражение в Баварската война (1420 – 1422) и Бавария-Инголщат е обединена през 1447 г. от Хайнрих Богатия с Бавария-Ландсхут.
Чрез Primogenitur – закон от 8 юли 1506 г. от Албрехт IV всички баварски линии се събират.